# 台火開發

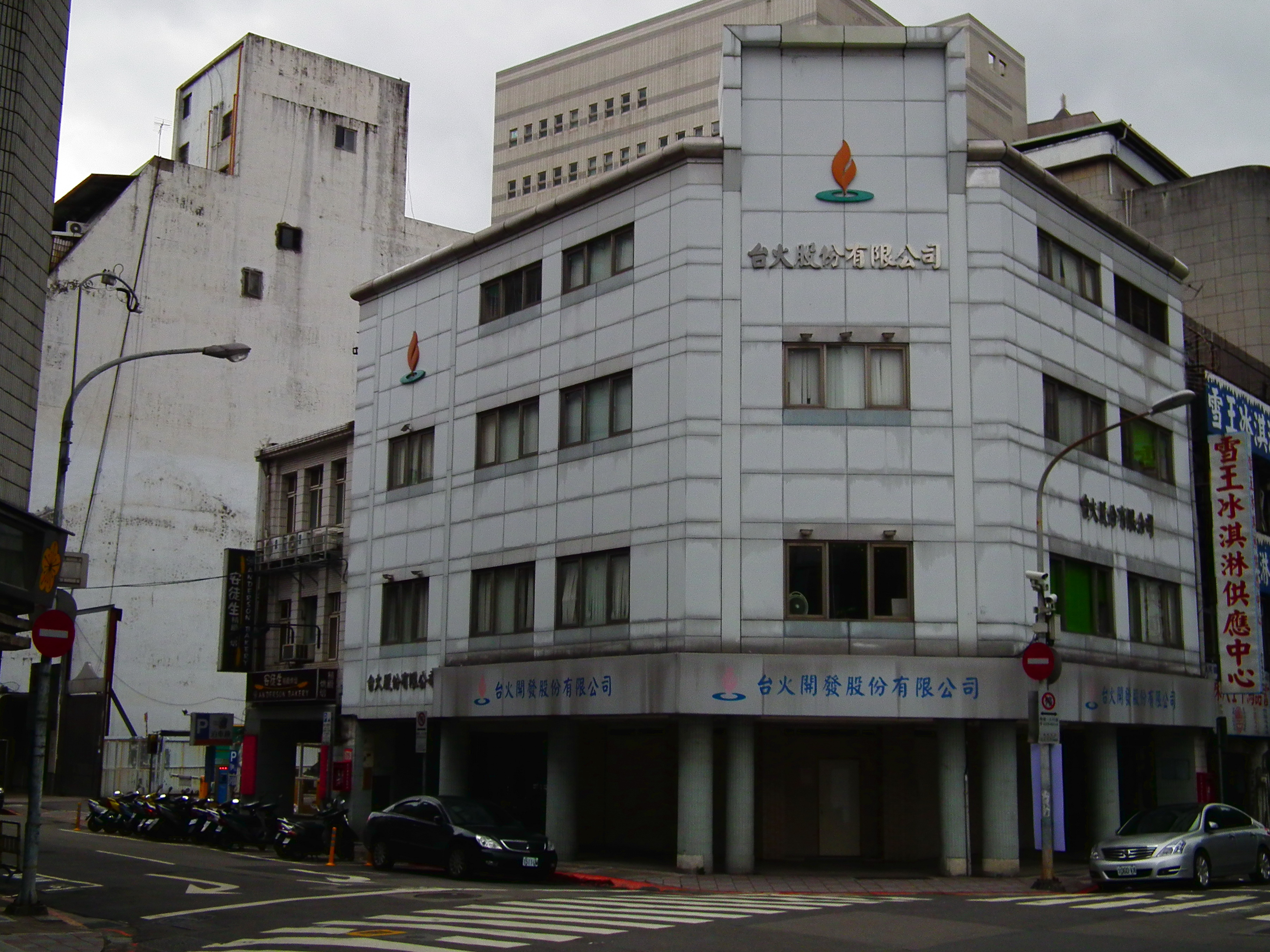
台火總公司

台火開發股份有限公司（英語：Tidehold Development Company Ltd.），簡稱台火，最初名稱臺灣火柴股份有限公司，前身為1938年成立於臺中市下橋子頭等地的臺灣燐寸株式會社，是一家原始營業項目為火柴製造，現今經營事業專注於不動產開發等的民營企業。

## 簡史
早先，臺灣在日本統治下的火柴配給主要來自日本燐寸共販株式會社。1937年（昭和12年）8月28日，日本燐寸工業組合與日本燐寸共販會社在臺灣總督府的支持下，集資在臺中市下橋子頭成立臺灣燐寸株式會社；當時，為了取得適合建廠的土地，該些日本人士與當地「寶樹堂」謝姓家族代表謝健協議交換所持有之土地，並依謝健所提之條件雇用當地臺籍居民為員工。
1942年（昭和17年）7月，為因應戰爭需求，有關當局將臺灣燐寸株式會社改制為臺灣總督府專賣局臺中燐寸工場並實施火柴專賣。 1944年10月，新竹工燐寸工場完工，該廠在受空襲後遷至關西街另設關西工場。 火柴原料中的氯化鉀由南日本化學工業株式會社高雄工場生產，紅磷則由臺灣電化株式會社基隆工場生產，其在二戰末期皆遭美軍空襲導致生產中止。
1945年日本戰敗後，臺灣總督府專賣局被接收並改組為臺灣省專賣局。1946年（民國35年）6月，為突破原料不足及運轉困難等問題，專賣局下設火柴科專責火柴生產管理及品質改良事宜；8月，火柴生產工廠由原訂「就地兼管」改為臺灣省專賣局直接管轄。1947年1月，專賣局為加強生產，組設「菸草」、「酒業」、「樟腦」、「火柴」、「菸葉」等五個公司，並將各廠改歸各公司管理；5月，臺灣省政府成立，省政府委員會決議將專賣局改組為「煙酒公賣局」，原屬專賣局的火柴公司改組為臺灣火柴股份有限公司（簡稱「臺灣火柴公司」）；8月，臺灣火柴公司開放民營；11月，省政府廢止《臺灣火柴專賣規則》及其施行細則，自此，臺灣的火柴產銷完全開放民營，不再受專賣制度影響。
1948年（民國37年）2月7日，臺灣火柴股份有限公司舉行創立大會。1950年1月14日，臺灣火柴股份有限公司完成設立登記，其民營化首任董事長為李祖壽。
該公司曾以「狗頭」、「一二三」、「自由之火」、「寶島」、「黑貓」、「PARADISE/新樂園」、「飛箭」、「蝙蝠」等，作為印在火柴盒面的商標。
1957年（民國46年），該公司開始生產紙板火柴，並受許多公司行號、餐廳、飯店等委託承製高級廣告火柴，其主要客戶曾有：大同公司（「大同51週年慶」款）、第一銀行、彰化銀行、華南銀行（即臺灣當時所謂「三商銀」，尤其是其週年慶訂單）、臺北市第十信用合作社、新合歡賓館、文王大飯店、圓山大飯店、國賓大飯店、統一大飯店等。1965年，該公司更名臺灣火柴木業股份有限公司。 1966年（民國55年），李祖壽因其兒子就讀於省立嘉義中學，特以家長會委員身份印製「光復21週年嘉中校慶紀念」火柴盒。1970年，該公司股票上市。 1971年前後，該公司之紙板火柴產品曾銷售至美國，賺取外匯。 1973年，該公司在新竹市之工廠歇業停產。
臺灣社會對於火柴的需求在1970年代前後達到高峰；當時，臺灣火柴公司、永順火柴工廠、勝利火柴廠是規模最大的三家製造商。在1980年代打火機興起並逐漸普及後，火柴產品需求明顯縮減，臺灣火柴公司下橋子頭工廠的員工由300人逐漸減至50人左右。最後，該廠在1994年底完全停止運作，並將廠內機器全數賣至印尼，但保留「狗頭」商標權，並在印尼生產後再進口至臺灣。
1993年，該公司拆除下橋子頭廠區位在工學路以北的部份廠房，興建並推出「臺火工學新世界」住商大樓建案；隔年，該公司更名台火股份有限公司，並推出「臺火工學苑」商店街建案；其餘土地則售予廣三集團、大億建設等，也大多被用於建造集合式大廈或豪宅。 1998年，為配合公司多角化營運目標，再度更名台火開發股份有限公司。
自2011年起，該公司開始經營小客車租賃、環保垃圾車及資源回收車銷售等業務。

## 外部連結
- 官方网站